# Vincenzo Pannuti
Vincenzo Pannuti (Bagaladi, 31 maggio 1901 – ...) è stato un calciatore italiano, di ruolo attaccante.

## Carriera
Nella stagione 1923-24 giocò in Prima Divisione (la massima serie dell'epoca) nel Messina Football Club, con cui segnò un gol in 3 presenze.